# خوسيه فيورافانتي
خوسيه فيورافانتي (بالإسبانية: José Fioravanti)‏ هو رسام أرجنتيني، ولد في 4 أغسطس 1896 في بوينس آيرس في الأرجنتين، وتوفي بنفس المكان في 10 أكتوبر 1977.